# Аристоник Александрийский
Аристоник (др.-греч. Άριστονικος; I век до н. э.) — греческий филолог из Александрии Египетской.

## Научное наследие
Составлял исследования о Гомере, отрывки которых публиковались в комментированных изданиях Гомера. 
Отрывки из его книги «Περί σημείων Ίλιάδος» изданы Л. Фридлендером (1853), из «Περί σημείων Όδυσσειας» — Карнутом (1869).